# Hans-Dieter Rösler
Hans-Dieter Rösler (* 15. März 1927 in Berlin; † 9. Juli 2018) war ein deutscher Psychologe und Professor für Klinische Psychologie.

## Leben
Hans-Dieter Rösler verbrachte seine Kindheit in Arensdorf und Falkenhagen, Kreis Lebus (Märkisches Oderland). Von 1939 bis 1944 besuchte er die Oberschule in Fürstenwalde/Spree und erhielt den Reifevermerk 1945. In den Jahren 1943–1945 war er Flakhelfer (mit Schulunterricht), Arbeitsmann im Reichsarbeitsdienst und Soldat der Wehrmacht. 1945 begann er als Neulehrer in Falkenhagen. 1949 absolvierte er die zweite Lehrerprüfung. Es schloss sich ein Studium der Psychologie bis 1954 an der Humboldt-Universität zu Berlin an. Von 1954 bis 1962 arbeitete er als wissenschaftlicher Assistent, später Oberassistent am Institut für Sozialhygiene in Berlin-Lichtenberg. Die Promotion zum Dr. rer. nat. (Anthropologie) erfolgte an der Humboldt-Universität zu Berlin.
Er erhielt einen Lehrauftrag für „Konstitutionsbiologie der Lebensalter“ am Institut für Psychologie der Technischen Universität Dresden, wo er 1962 habilitiert wurde. Von 1963 bis 1992 leitete er das Laboratorium für Klinische und Entwicklungspsychologie an der Universität Rostock - Nervenklinik. 1964 erfolgte seine Ernennung zum Dozenten an der Universität Rostock und 1975 die Berufung zum ordentlichen Professor für Klinische Psychologie an der Medizinischen Fakultät Rostock. 1989 bis 1990 leitete er nach der Ablösung von Adolf Kossakowski die Gesellschaft für Psychologie der DDR bis zur Auflösung. Von 1992 bis 1994 übernahm er die Vertretung des Lehrstuhles für Entwicklungspsychologie der Universität Gießen. Seit 1994 befand sich Hans-Dieter Rösler im Ruhestand.

## Funktionen
- 1962–1990 Gründungsmitglied, Vorsitzender der Sektion Klinische Psychologie (1964–1979), stellv. Vorsitzender (1979–1989) und Vorsitzender (1990) der Gesellschaft für Psychologie der DDR
- 1965–1970 Vorsitz der Abteilungsgewerkschaftsleitung Nervenklinik
- 1970–1980 Mitglied der Univ.-Gewerkschaftsleitung Rostock
- 1977–1990 Mitglied des Wiss. Rates für Psychologie der DDR
- 1981–1990 Vorsitzender der Fachkommission Klinische Psychologie für die Weiterbildung zum Fachpsychologen der Medizin an der Akademie für Ärztliche Fortbildung der DDR
- 1991–1999 Mitglied einer Prüfergruppe für entwicklungs- und gesundheitspsychologische Forschungsprojekte der DFG
- 1968–1990 Leitungsmitglied in den DDR-zentralen Forschungsprojekten Defektives Kind bzw. Hirngeschädigte Kinder des Ministeriums für Gesundheits- und Sozialwesen
- dazu Mitglied in folgenden Wissenschaftlichen Beiräten:

Zeitschrift für Psychologie (1971–1997); Psychiatrie, Neurologie und medizinische Psychologie (1977–1991); Development and Psychopathology (1988–1990); Zeitschrift für Medizinische Psychologie (ab 1991); Report Psychologie (1992–2004)

## Ehrungen
- 1974 Forschungspreis der Universität Rostock
- 1986 Karl-Bonhoeffer-Medaille der Gesellschaft für Psychiatrie und Neurologie der DDR
- 1988 Ehrennadel der Universität Rostock
- 1979 Nationalpreis der DDR, 3. Klasse für Wissenschaft und Technik (mit Gerhard Göllnitz und Ursula Kleinpeter für seinen Anteil an der Weiterentwicklung der Therapie hirngeschädigter Kinder bis zur sozialen Integrierung)
- 1997 Goldene Ehrennadel des Berufsverbandes Deutscher Psychologinnen und Psychologen
- 1994 Ehrenmitgliedschaft der Deutschen Gesellschaft für Psychologie

## Schriften (Auswahl)
- Über das Behalten von Handlungen schwachsinniger und normaler Kinder. Vergleichende Untersuchungen zur Theorie des Schwachsinns. In: Zeitschrift für Psychologie. Band 158, 1955, S. 161–231.
- Leistungshemmende Faktoren in der Umwelt des Kindes. Vergleichende Untersuchungen zum Problem des Schulversagens. J. A. Barth, Leipzig 1963, (2., ergänzte Auflage. ebenda 1967; zugleich: Dresden, Technische Universität, Habilitations-Schrift, 1962).
- Zur schulischen Leistungsfähigkeit leicht hirngeschädigter Kinder. In: Max H. Friedrich (Hrsg.): Teilleistungsschwächen und Schule (= Arbeiten zur Theorie und Praxis der Rehabilitation in Medizin, Psychologie und Sonderpädagogik. 24 = Beiträge zur minimalen zerebralen Dysfunktion. 3). Huber, Bern u. a. 1980, ISBN 3-456-80919-0, S. 83–106.
- mit Hans Szewczyk: Medizinische Psychologie. Ein Lehrbuch für Studenten. Verlag Volk und Gesundheit, Berlin 1987, ISBN 3-333-00008-3 (Später: mit Hans-Dieter Rösler, Klaus Wildgrube: Medizinische Psychologie. Spektrum – Akademischer Verlag, Heidelberg u. a. 1996, ISBN 3-8274-0128-3).
- Psychological Studies on Children with Minimal Brain Damage. In: The German Journal of Psychology. Band 13, 1989, S. 193–209.